# Associazione Sportiva Cuoiopelli 1989-1990
Questa voce raccoglie le informazioni riguardanti l'Associazione Sportiva Cuoiopelli nelle competizioni ufficiali della stagione 1989-1990.